# Troglocaris (Troglocaris) anophthalmus
Troglocaris (Troglocaris) anophthalmus is een garnalensoort uit de familie van de Atyidae.